# Monarca de Tinian
El monarca de Tinian (Monarcha takatsukasae) és un ocell de la família dels monàrquids (Monarchidae).

## Hàbitat i distribució
Habita boscos, matolls i zones arbustives de les illes Tinian i Agiguan, a les Marianes.